# Rakachuli
Rakachuli (en népalais : राकाचुली) est un comité de développement villageois du Népal situé dans le district de Nawalparasi. Au recensement de 2011, il comptait 4 654 habitants.